# Otto Renkhoff
Otto Renkhoff (né le 28 décembre 1905 à Biskirchen et mort le 31 mars 1995 à Wiesbaden,) est un archiviste allemand, historien d'État, ancien directeur des archives principales d'État de Hesse (de) et rédacteur de longue date des Nassauischen Annalen ainsi que secrétaire de l'Association pour l'étude des antiquités et de l'histoire de Nassau.

## Carrière
Otto Renkhoff passe son enfance et sa jeunesse à Biskirchen. Après avoir été diplômé du lycée humaniste de Wetzlar, il commence en 1925 à étudier l'histoire, l'allemand et les langues anciennes aux universités de Marbourg et de Munich,. En 1930, il obtient son doctorat avec une thèse sur l'histoire territoriale de la Principauté de Nassau-Dillenbourg sous la direction d'Edmund Ernst Stengel (de) à Marbourg. La thèse non imprimée est l'un des « ouvrages de l'Atlas » de Hesse, qui représente à la fois une revue précieuse de l'histoire territoriale régionale et la préparation de Geschichtlichen Atlas von Hessen publié plus tard. Après avoir terminé son doctorat, il entre dans la fonction publique prussienne et commence sa formation à l'Institut des sciences archivistiques des Archives secrètes de l'État prussien (de) à Berlin-Dahlem, qu'il termine en mars 1933 avec le « Grand examen des archives ». Il est nommé archiviste d'État en 1931, conseiller aux archives de l'État en 1934 et conseiller principal aux archives du gouvernement en 1959.
De 1933 jusqu'à sa retraite en 1970, il travaille aux Archives d'État prussiennes, puis aux Archives principales d'État de Hesse à Wiesbaden, qu'il dirige en tant que directeur des archives de 1961 à 1970,.
Il est membre de la Commission historique de Nassau depuis 1934, de la Commission historique de Hesse et Waldeck depuis 1947 et de la Commission historique de Hesse depuis 1952,.
Renkhoff est rédacteur en chef du Nassauische Annalen de 1939 à 1971, et co-éditeur du Nassauische Heimatblätter de 1939 à 1960. De 1956 à 1962, il est co-éditeur des Blätter für deutsche Landesgeschichte (de). Il est l'auteur de la Nassauische Biographie,,,. Avec Karl Ernst Demandt (de), il crée le Hessische Ortswappenbuch.

## Publications (sélection)
- Wiesbaden im Mittelalter. Steiner, Wiesbaden 1980,  (ISBN 3-515-03402-1).
- Nassauische Biographie. Kurzbiographien aus 13 Jahrhunderten. Historische Kommission für Nassau, Wiesbaden 1985,  (ISBN 3-922244-68-8), 1992 (= Veröffentlichungen der Hist. Komm. f. Nassau. Volume 39),  (ISBN 3-922244-90-4).
- Territorialgeschichte des Fürstentums Nassau-Dillenburg. Marbourg 1932